# Linquan
Linquan (chiń. upr. 临泉县; chiń. trad. 臨泉縣; pinyin Línquán Xiàn) – powiat w zachodniej części prefektury miejskiej Fuyang w prowincji Anhui w Chińskiej Republice Ludowej. Liczba mieszkańców powiatu, w 2010 roku, wynosiła 1 543 218.